# Барон Деламер

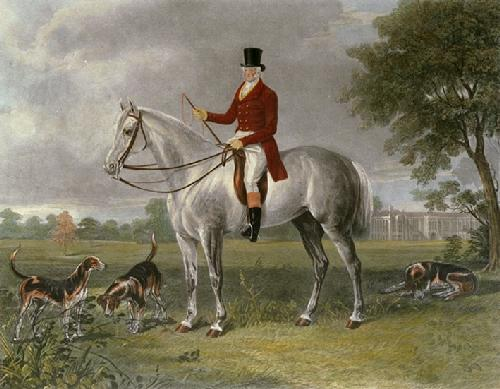
Томас Чамли, 1-й барон Деламер (1767—1855)

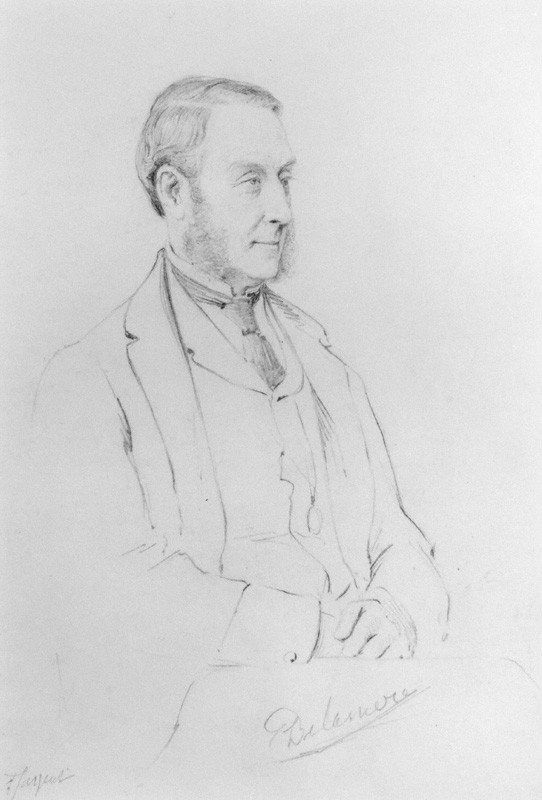
Хью Чамли, 2-й барон Деламер (1811—1887)

Барон Деламер из Вейл‑Ройяла в графстве Чешир — наследственный титул в системе Пэрства Соединённого королевства.

## История
Титул барона Деламера был создан 17 июля 1821 года для Томаса Чамли (1767—1855), бывшего депутата Палаты общин от Чешира (1796—1801, 1801—1812). Ветвь семьи Чамли из Вейл-Ройяла происходит от Томаса Чамли (ум. 1653), младшего брата Роберта Чамли, 1-го графа Лейнстера (1584—1659), и Хью Чамли (1591—1665), предка маркизов Чамли. Первому барону наследовал его сын, Хью Чамли, 2-й барон Деламер (1811—1887). Ранее он заседал в Палате общин от Денбишира (1840—1841) и Монтгомери (1841—1847) от партии тори. Его старший сын и тёзка, Хью Чамли, 3-й барон Деламер (1870—1931), эмигрировал в Кению, где приобрел большую недвижимость. Старший сын 3-го барона, Томас Питт Гамильтон Чамли, 4-й барон Деламер (1900—1979), унаследовал отцовский титул в 1931 году. В 1934 году он попытался добиться возвращения ему семейной резиденции в аббатстве Вейл-Ройял, но он был превращен в санаторий во время войны. Когда семейная резиденция была продана в 1947 году, 4-й барон Деламер вернулся в Кению.

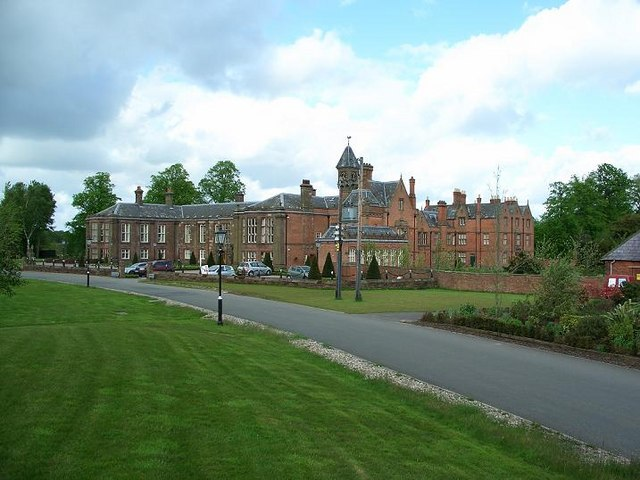
Аббатство Вейл-Ройял, бывшая резиденция баронов Деламер

По состоянию на 2024 год носителем титула являлся его правнук, Хью Чамли, 6-й барон Деламер (род. 1998) — внук Хью Джорджа Чамли, 5-го барона Деламера (1934—2024), который сменил своего деда в 2024 году и проживает в Кении.

## Бароны Деламер (1821)
- 1821—1855: Томас Чамли, 1-й барон Деламер[англ.] (9 августа 1767 — 30 октября 1855), старший сын Томаса Чамли (1726—1779);
- 1855—1887: Хью Чамли, 2-й барон Деламер[англ.] (3 октября 1811 — 1 августа 1887), старший сын предыдущего;
- 1887—1931: Хью Чамли, 3-й барон Деламер[англ.] (28 апреля 1870 — 13 ноября 1931), единственный сын предыдущего;
- 1931—1979: Томас Питт Гамильтон Чамли, 4-й барон Деламер (19 августа 1900 — 13 апреля 1979), единственный сын предыдущего;
- 1979—2024: Хью Джордж Чамли, 5-й барон Деламер (18 января 1934 — 7 октября 2024), единственный сын предыдущего;
- 2024 — по настоящее время: Хью Чамли, 6-й барон Деламер (род. 9 ноября 1998), внук предыдущего сын достопочтенного Томаса Патрика Гилберта Чамли[англ.] (19 января 1968 — 17 августа 2016), единственного сына 5-й барон Деламер; 
  - Наследник: Генри Чамли (род. 2000), младший брат предыдущего.